# Dennis Prager
Dennis Mark Prager (New York, 2. kolovoza 1948.), američki radijski voditelj i publicist.
Rođen je u newyorškoj četvrti Brooklynu 1948. godine u obitelji otrodoksnih Židova, službenice Hilde i računovođe Maxa Pragera. Pohađao je privatnu židovsku osnovno školu u rodnoj četvrti, nakon koje je upisao Brooklyn College. Maturirao je povijest i bliskoistočne studije. Pohađao je nekoliko semestara pri Školi za međunarodne odnose i odnose s javnošću Sveučilišta Columbia i Sveučilištu u Leedsu.
Zajedno s Josephom Teluškinom izdaje 1986. The Nine Questions People Ask About Judaism, knjigu o judaizmu za nežidove, koja je postala bestseller. Na mjesnoj radijskoj postaji u Los Angelesu od 1982. godine vodi razgovornu emisiju o religijskim pitanjima, koja je s vremenom postala dnevna emisija s milijunskim slušateljstvom. Od 1999. godine vodi religijsku emisiju i na mjesnoj kršćanskoj radijskoj postaji.
Najpoznatiji je po pokretanju obrazovne zaklade »Sveučilište Prager«, koja u petominutnim videozapisima proučava i razjašnjava brojna politička, povijesna i ekonomska pitanja s konzervativnog gledišta, bliskog izvornim načelima Republikanske stranke. Okupivši konzervativnu intelektualnu elite, Sveučilište je postalo simbolom američkog konzervativnog aktivizma, posebice za vrijeme predsjedništva Donalda Trumpa. Videozapise »Sveučilišta Prager« samo u 2017. godini pregledalo je 650 milijuna korisnika YouTubea, od čega je njih 60 % bilo mlađe od 35 godina te se trećina njih izjasnila bez političke pripadnosti. Unatoč popularnosti, YouTube je uklonio više od 80 videozapisa na kanalu, zbog čega je pokrenuta predstavka koju je potpisalo više od pola milijuna ljudi.
Poznat je po djelovanju unutar losanđeleske židovske zajednice te javno-političkom djelovanju na razini Sjedinjenih Država, zahvaljujući kojem je izrastao u jednu od vodećih konzervativnih židovskih ličnosti u SAD-u, poput Bena Shapira, Pragerova bliska suradnika.